# Penelopides manillae
Il bucero di Luzon (Penelopides manillae (Boddaert, 1783)) è un uccello della famiglia dei Bucerotidi originario del Sud-est asiatico.
Nel 2016 il bucero di Luzon è stato valutato dalla Lista Rossa delle specie minacciate della IUCN come «specie a rischio minimo» (Least Concern).

## Descrizione
Il bucero di Luzon è un bucero relativamente piccolo con una lunghezza del corpo di 45 centimetri. La coda del maschio misura in media 19,8 centimetri, la coda della femmina è leggermente più corta, misurando 18,4 centimetri. Il becco del maschio misura in media 9,1 centimetri, quello della femmina è leggermente più corto, 7,3 centimetri in media. Il dimorfismo sessuale è così pronunciato che i due sessi possono essere facilmente distinti anche sul campo.

### Maschio
La testa, il collo e la parte inferiore del corpo sono di colore bianco-giallastro pallido. La regione auricolare e la gola sono nere. La parte superiore del corpo e le ali sono di colore marrone scuro, con una leggera lucentezza metallica sulla parte superiore del corpo. La coda è di colore marrone scuro con piccole punte bianche sulle timoniere esterne. Nella parte centrale della coda si trova una fascia larga da uno a quattro centimetri.
Il becco è marrone, con un casco color corno e solchi di colore giallo pallido o rosa su entrambi i rami, superiore e inferiore. La pelle nuda intorno agli occhi e la zona nuda della gola sono rosa. Gli occhi sono rosso scuro. Le zampe e i piedi sono marrone scuro.

### Femmina e giovane
Le femmine adulte hanno un piumaggio che ricorda in gran parte quello dei maschi. La testa, il collo e la parte inferiore del corpo, tuttavia, sono di colore marrone scuro; la parte inferiore del corpo è leggermente più chiara di quella superiore. La fascia chiara sulla coda è un po' più marroncina. La pelle senza piume intorno all'occhio è celeste, mentre quella della gola è rosa. Gli occhi sono bruno-rossastri o arancioni.
Gli esemplari giovani presentano una colorazione pressoché identica a quella degli adulti del loro sesso di appartenenza. Tuttavia, molte penne delle ali hanno ancora le punte bruno-rossatre.

## Biologia
Il bucero di Luzon vive in gruppi di un massimo di 14 esemplari, che risiedono preferibilmente al centro delle cime degli alberi. Ama stare appollaiato su liane o rami sottili, nonché arrampicarsi sui rami più esterni per raccogliere frutti e bacche. I gruppi di solito comprendono individui giovani, oltre a maschi e femmine adulti.
La biologia riproduttiva non è ancora stata studiata accuratamente, ma il bucero di Luzon, come tutti gli altri buceri, nidifica nelle cavità degli alberi. Si ritiene che in natura questi buceri mettano in atto una nidificazione di tipo cooperativo. Mostrano un comportamento aggressivo nei confronti di altri buceri. Dati più precisi sulla biologia riproduttiva sono stati raccolti presso esemplari cresciuti in cattività. Qui, l'intero ciclo riproduttivo è risultato essere di 80-102 giorni. Le uova vengono incubate per 28-31 giorni e i giovani sono pienamente sviluppati all'età di 50-65 giorni.
La femmina chiude l'ingresso del nido con terra, escrementi e pezzetti di legno fino a ridurlo ad uno spazio ristretto. Il maschio, pur non essendo coinvolto nella chiusura dell'ingresso, fornisce alla femmina cibo sotto forma di frutta, che la femmina utilizza in parte per la fabbricazione dell'intonaco. La covata comprende fino a cinque uova. L'intervallo di deposizione tra un uovo e l'altro varia da uno a cinque giorni. Il maschio fornisce cibo alla femmina e successivamente ai nidiacei, rigurgitandolo all'ingresso del nido. Durante la stagione riproduttiva la femmina mostra una certa preferenza per le proteine animali.

## Distribuzione e habitat
L'areale del bucero di Luzon è limitato all'isola di Luzon e alle limitrofe isole minori di Marinduque e Catanduanes.
La specie vive nelle foreste, prediligendone i margini o le zone lungo i corsi d'acqua. Quando è in cerca di cibo, visita anche gli alberi solitari che crescono nelle praterie.

## Tassonomia
Ne vengono riconosciute due sottospecie:
- P. m. manillae (Boddaert, 1783), diffusa a Luzon, Marinduque, Catanduanes e isole adiacenti;
- P. m. subniger McGregor, 1910, diffusa a Polillo e Patnanungan.